# Arthur Villeneuve
Pour les articles homonymes, voir Villeneuve.
Arthur Villeneuve,  né le 4 janvier 1910 à Chicoutimi (Québec) et mort le 24 mai 1990 à Montréal (Québec), est un peintre québécois. Il est connu pour les peintures naïves dont il a décoré sa maison et pour son investiture dans l'ordre du Canada.

## Biographie
En avril 1957, il commence à recouvrir l'intérieur, puis l'extérieur de sa maison, de peintures naïves. Pendant 23 mois, il travaillera jusqu'à 100 heures par semaine pour réaliser sa vision. En 1959, sa maison étant peinte, elle sera ouverte au public.
L'ONF produit le premier film sur Villeneuve et son œuvre en 1964, sous le titre Villeneuve, peintre-barbier.
En 1972, des photos de sa maison seront exposées à Québec, Montréal et Vancouver. 
Le 22 décembre 1972 il sera admis dans l’ordre du Canada. Son investiture a eu lieu le 11 avril 1973 « en reconnaissance de sa contribution comme peintre et interprète de son environnement ».

## Héritage
Pendant les années 1990, il y a eu débats pour la protection de sa maison peinte  et si aujourd'hui sa pérennité est assurée c'est avant tout grâce au puissant lobbying de la presse ainsi qu'à une poignée d'inconditionnels de Villeneuve. Et ce sauvetage ne s'est pas fait sans heurts...Elle fait désormais partie du patrimoine culturel québécois et  a été déménagée au musée de la Pulperie de Chicoutimi où  il est possible de la visiter.
De ses quatre enfants issus de son second mariage, Michel Villeneuve (1949-2011) s'est illustré à son tour en tant qu'artiste-dessinateur. D'un style libre et totalement abstrait, on peut y reconnaître des formes et couleurs rappelant ses origines et son vécu dans l'univers de son père Arthur. 
À l'été 2011, le théâtre CRI présente la pièce La légende d'Arthur Villeneuve, un hommage à l'artiste, à la Pulperie de Chicoutimi.

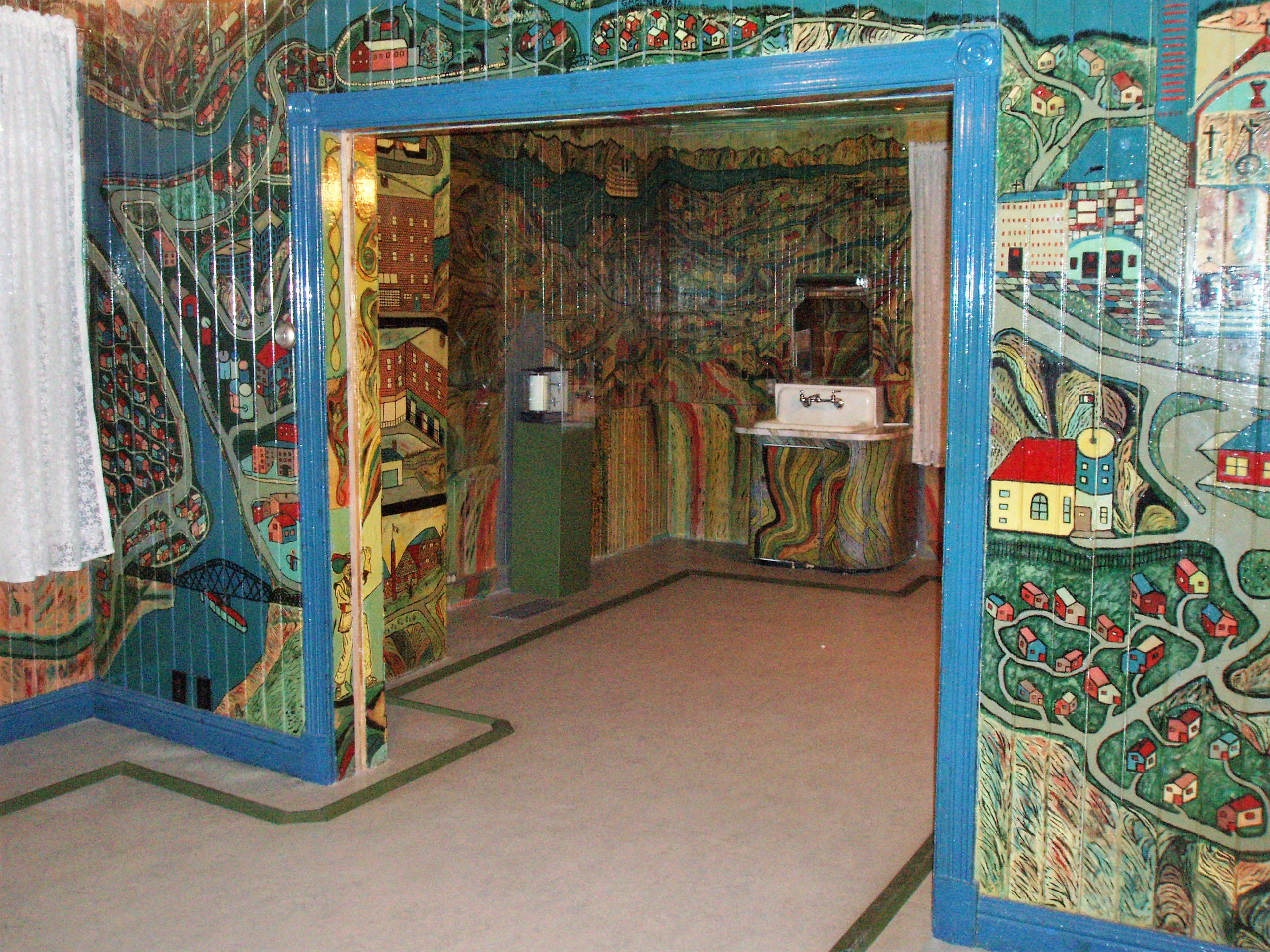
Maison d'Arthur Villeneuve, aujourd'hui a la Pulperie de Chicoutimi

## Collection publique
- Musée de la Pulperie
- Maison d'Arthur Villeneuve, aujourd'hui a la Pulperie de ChicoutimiMusée Laurier
- Musée Pierre Boucher
- Musée d'art de Joliette
- Musée des beaux-arts du Canada
- Vancouver Art Gallery
- Musée des beaux-arts de Montréal

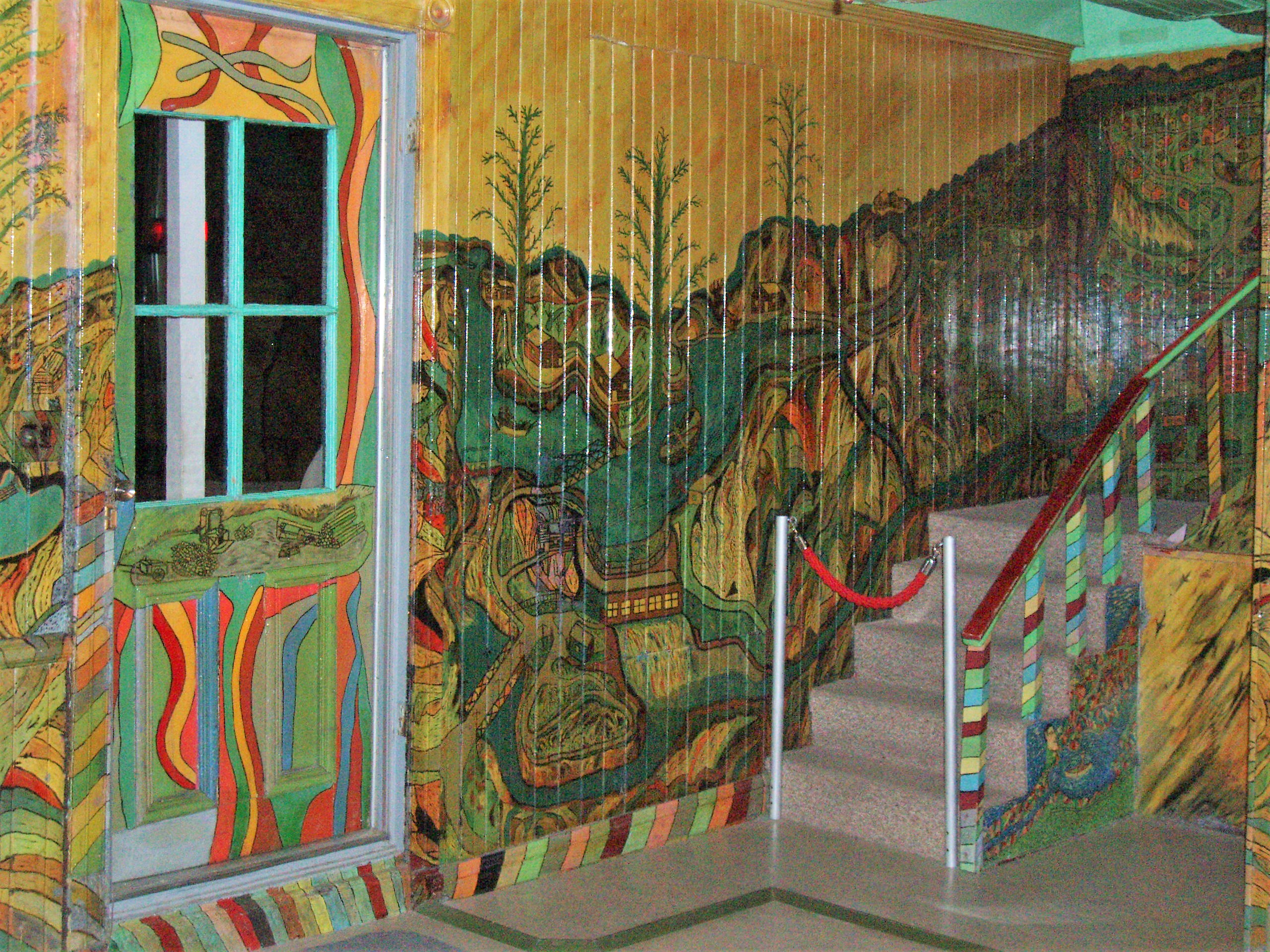
Maison d'Arthur Villeneuve, aujourd'hui a la Pulperie de Chicoutimi

- Musée national des beaux-arts du Québec[6]